# Angelica Schuyler Church

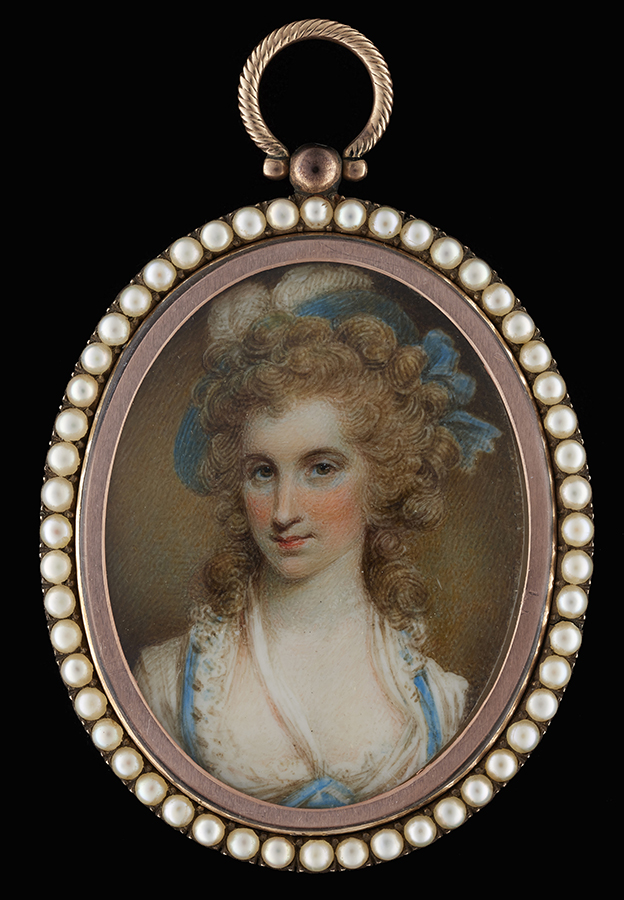
Portret Angeliki Church, autorstwa Samuela Shelleya

Angelica Church z domu Schuyler (ur. 20 lutego 1756 w Albany, zm. 13 marca 1814 w Nowym Jorku) – amerykańska socjaldemokratka. Była najstarszą córką generała Armii Kontynentalnej, Philipa Schuylera oraz siostrą Elizabeth Schuyler Hamilton i szwagierką Alexandra Hamiltona.
Przez szesnaście lat mieszkała w Europie ze swoim urodzonym w Wielkiej Brytanii mężem Johnem Barkerem Churchem, który został posłem do parlamentu. Była prominentną członkinią elity społecznej wszędzie, gdzie mieszkała, w tym w Albany i Nowym Jorku, a także w Paryżu i Londynie. Zachowała się część jej korespondencji ze znanymi znajomymi, w tym z Thomasem Jeffersonem, Alexandrem Hamiltonem i Marie Josephem de La Fayette.
Na jej cześć została nazwana wieś oraz miasto w stanie Nowy Jork.

## Wczesne życie
Angelica Schuyler urodziła się w Albany w stanie Nowy Jork. Była najstarszym dzieckiem Philipa Schuylera i Catherine Van Rensselaer Schuyler. Jej rodzice pochodzili z zamożnych holenderskich rodzin istniejących od wczesnych czasów kolonialnych. Catherine była potomkinią Kiliaen van Rensselaer, jednego z założycieli Nowej Holandii. Schuylerowie byli jej mieszkańcami już w czwartym pokoleniu. Angelica miała siedmioro rodzeństwa, które dożyło wieku dorosłego, w tym Elizabeth Schuyler Hamilton, Margaritę Schuyler Van Rensselaer (znaną jako Peggy) i Philipa Jeremiaha Schuylera.
Angelica osiągnęła pełnoletniość w trudnych czasach poprzedzających wojnę o niepodległość Stanów Zjednoczonych i spotkała wielu wybitnych przywódców rewolucyjnych. Ze względu na pozycję jej ojca ich dom w Albany był miejscem wielu spotkań i narad wojennych.
Jednym z gości w 1776 był John Barker Church, pochodzący z Wielkiej Brytanii kupiec, który w czasie wojny zarobił fortunę, dostarczając żywność amerykańskiej i francuskiej armii. W czasie ich spotkania i późniejszych zalotów, Church był na misji z Kongresu Kontynentalnego, sprawdzając rejestry zaopatrzenia armii. Wiedząc, że jej ojciec nie pobłogosławi ich małżeństwa z powodu jego podejrzeń co do przeszłości Churcha, Angelica uciekła z Janem w 1777. Mieli razem ośmioro dzieci.

## Życie w Europie
W 1783 Angelica wraz z rodziną wyjechała do Europy, gdzie pozostała przez 16 lat, wyjąwszy krótkie wizyty w Ameryce.
W latach 1783–1785 Angelica i jej rodzina mieszkała w Paryżu, a John pełnił obowiązki amerykańskiego wysłannika rządu francuskiego. Angelice zawsze udawało się oczarowywać znanych, inteligentnych mężczyzn, których poznała, a w Paryżu wkrótce zaprzyjaźniła się z Benjaminem Franklinem, który był wtedy ministrem Ameryki we Francji. Rozwinęła także trwałe przyjaźnie z następcą Franklina, Thomasem Jeffersonem.
Po krótkiej wizycie w Nowym Jorku w 1785 wraz z rodziną popłynęła do Anglii, osiedlając się w Londynie. Teraz jako żona bardzo zamożnego człowieka, Angelica weszła do modnego kręgu społecznego, który obejmował księcia Walii (późniejszego króla Jerzego IV), lidera partii Charlesa Jamesa Fox i dramatopisarza Richarda Brinsleya Sheridana. Zaprzyjaźniła się i sponsorowała emigranta, amerykańskiego malarza Johna Trumbulla, którego prace obejmowały niektóre z najsłynniejszych portretów z czasów wojny o niepodległość Stanów Zjednoczonych. Artyści Richard i Maria Cosway również zaliczali się do jej bliskich znajomych.
W 1788, z zamiarem kandydowania do parlamentu, jej mąż kupił dom wiejski w Wendover w Buckinghamshire; posłem do parlamentu był od 1790 do 1796. W tym czasie (1789) Angelica odwiedziła dom rodzinny, aby wziąć udział w inauguracji George'a Washingtona jako pierwszego prezydenta Stanów Zjednoczonych.

## Korespondencja i życie prywatne
W Library of Congress i innych archiwach zachowały się liczne przykłady korespondencji Angeliki Church z Thomasem Jeffersonem, Alexandrem Hamiltonem, George'em Washingtonem. W 1996 Uniwersytet Wirginii zakupił serię 77 listów, w tym 13 od Jeffersona, które wcześniej były przechowywane w jej rodzinie.

### Thomas Jefferson
W liście do Angeliki Jefferson pisał, nawiązując do seksualnej sceny w popularnej wówczas powieści Laurence'a Sterne'a Podróż sentymentalna przez Francję i Włochy, w której proboszcz o imieniu Yorick musi negocjować warunki snu, gdy jest zmuszony dzielić pokój z atrakcyjną Włoszką i jej pokojówką.

### Alexander Hamilton
W związku z kokieteryjną postawą, która podsycała współczesne plotki, od dawna spekulowano, że Angelica mogła mieć romantyczny związek z Hamiltonem. Korespondencja między nimi, teraz znajdująca się w Bibliotece Kongresu, udowadnia, że byli bliskimi przyjaciółmi i żywili do siebie sympatię. Biograf Hamiltona, Ron Chernow napisał, że atrakcyjność Hamiltona i Angeliki była tak silna i oczywista, że wielu ludzi zakładało, że są kochankami, a przynajmniej że ich przyjaźń była niezwykła.
List wysłany przez Angelikę do swojej siostry Elizabeth, żony Hamiltona, można odczytać jako dowód pociągu seksualnego lub po prostu żartobliwego przekomarzania się między siostrami. Nawiązując do Alexandra Hamiltona, Angelica napisała: Jeśli byłabyś tak hojna jak dawni Rzymianie, to pożyczyłabyś mi go na krótką chwilę. Długa nieobecność Angeliki w Ameryce, a także bliska relacja sióstr, potwierdza pogląd, że między Hamiltonem a Church nie było niczego poza przyjaźnią.
W musicalu Hamilton Angelica przedstawiona jest jako osoba zakochana w Hamiltonie, jednak dla dobra rodziny i siostry rezygnująca ze szczęśliwego życia z nim.

## Potomstwo
Angelica i John Barker Church mieli ośmioro dzieci razem. Byli to:
- Philip Schuyler Church (1778–1861), który w latach 1798–1800 pełnił funkcję kapitana i adiutanta armii amerykańskiej pod wodzą Alexandra Hamiltona w latach 1798–1800, kiedy Hamilton był generałem armii podczas quasi-wojny z Francją[15]. Philip był prawnikiem i sędzią oraz założycielem miasta Angelica w Nowym Jorku[16]. Poślubił Annę Matildę Stewart (1786-1865), córkę generała Waltera Stewarta.
- Catharine Church (1779-1839), która poślubiła Bertrama Petera Crugera (1774-1854)[17]
- John Barker Church II (1781–1865)
- Elizabeth Matilda Church (1783–1867), która poślubiła Rudolpha Bunnera (1779–1837)
- Richard Hamilton Church (1785–1786)
- Alexander Church (1792–1803)
- Richard Stephen Church (1798–1889), który poślubił Grace Church
- Angelica Church (1800)

## Rola w popkulturze
Rola Angeliki jest wyraźnie wyróżniona w nagrodzonym Nagrodą Tony musicalu Hamilton z 2015, napisanym przez Lin-Manuela Mirandę. Renée Elise Goldsberry, oryginalna odtwórczyni roli poza Broadwayem, zdobyła Nagrodę Tony w 2016 w kategorii Best Featured Actress in a Musical.
Spektakl charakteryzuje Angelicę jako niezwykle dowcipną i inteligentną oraz obrazuje bliskość jej związku z Hamiltonem, w tym odniesienie w piosence Helpless do listu do siostry, w którym Angelica prosi ją o „pożyczenie” Hamiltona. Jest oddana swojej siostrze i wielkorotnie podkreśla, że stawia jej szczęście ponad swoje. Angelica występuje również w piosenkach The Schuyler Sisters, Satisfied, Take a Break, The Reynolds Pamphlet oraz It's Quiet Uptown i Congratulations, która ostatecznie nie pojawiła się w musicalu (jej fragment zawarty jest w The Reynolds Pamphlet).